# Massarrojos
Massarrojos és una pedania de la ciutat de València, pertanyent al districte dels Poblats del Nord. Limita a l'oest amb Rocafort i Godella (l'Horta Nord), a l'est amb Montcada (l'Horta Nord), al nord amb Bétera (el Camp de Túria) i al sud amb Borbotó (pedania de València). Va ser un municipi independent fins al 1899, en què va ser annexionat a València.

## Geografia
Situat a la vora de la Séquia Reial de Montcada, als peus de les llomes tradicionalment ocupades per conreus de secà (oliveres, garroferes i vinya) i actualment poblades d'urbanitzacions (Les Llometes, Santa Bàrbara i l’Hort de Ridaura). El nucli històric, conurbat amb el de Montcada pel nord-est, manté el seu caràcter tradicional marcat per l'ambient agrícola de l'Horta de València.
El seu terme històric és allargassat, de nord-oest a sud-est, amb un contrast entre les terres d'interior (oest) amb arrodonides llomes on antigament es localitzaven les pedreres de roca tosca, i les terres d'horta irrigades per les séquies i braços que naixen de la séquia major (Reial Séquia de Montcada). Entre ambdós paisatge se situa el nucli històric de població.
El barranc del Palmaret, canalitzat a la dècada del 2010, baixa de les Llomes pel sud del nucli de població i gira en direcció est cap al barranc de Carraixet on desemboca entre Alfara del Patriarca i Vinalesa.
Segons el cens de 2009 Massarrojos té 2.015 habitants (INE), cosa que el convertix en el nucli més poblat del districte. La conurbació amb Montcada, que al seu torn també està a tocar d'Alfara del Patriarca, conformen un conjunt de més de 25.000 habitants.
La pedania compta amb una estació de ferrocarril de la Línia 1 de Metro de València que comunica el poble amb la ciutat i altres pobles dels voltants.
Pel centre del poble creua la carretera provincial CV-308, amb un volum de tràfic de vora 9.000 vehicles al dia, el que genera greus problemes a la població i ha provocat diverses mobilitzacions ciutadanes per tal de solucionar este problema.

## Història
El nucli històric té el seu origen en una alqueria andalusí, en paral·lel a la construcció de la Reial Séquia de Montcada. Tot i que no hi ha documentació que així ho constate, es pensa que l'alqueria de Maçarroyos (de l'àrab منزيل -manzīl, que vol dir "posada" o "mansió", encara que la segona part no ha sigut identificada) va estar fundada cap al segle xi, amb un xicotet conjunt de cases a prop a de les hortes dels seus moradors.
Els primers documents escrits es remunten al 1238, any de la conquesta cristiana de Jaume I, quan l'alqueria va passar a ser terme de reialenc i dividida entre un reduït nombre de prohoms de Barcelona, que residirien a la ciutat de València, i una gran heretat en mans del noble aragonès n’Eiximén Péreç d’Arenós.
El 1251, n’Eiximén Péreç va arribar a un acord amb l'Orde del Temple per bescanviar les seues heretats en Massarrojos i Benifaraig per la senyoria d'Alventosa, situada a Terol. I l’1 d’octubre del mateix any, els templers van concedir carta de poblament a cinc famílies de llauradors per tal que habitaren i treballaren les seus possessions de Massarrojos. Ja en l’any 1320 i després de la desaparició de l’Orde del Temple, les citades terres passaren a mans de la recent creada Orde de Montesa, qui va administrar la Batlia de Montcada fins l’any 1835, quan desaparegueren els senyorius.
La resta d’heretats, les anomenades “Terres de reialenc”, van constituir-se en el Lloc de Massarrojos i van continuar administrant-se des de la ciutat de València, si bé comptaven amb una Justícia pròpia, cosa que permetia una certa autonomia. Finalitzada la Guerra de Successió, entre 1709 i 1835 Massarrojos va formar part de la Particular Contribució de la ciutat de València (dins el Quarter de Campanar) i comptava amb alcalde ordinari i dos regidors.
A partir de 1819 s’obri la porta per a la independència dels municipis que es trobaven dins la Particular Contribució, cosa que en el cas de Massarrojos es feu efectiva el 1835, amb la formació del primer ajuntament constitucional. No obstant això, el 1898 Massarrojos és annexionat a l'Ajuntament de València, amb la qual cosa acabarà el seu periple com unitat administrativa pròpia i independent.

## Demografia
Massarrojos, tradicionalment un nucli menut, ha vist com la seua població creixia molt ràpidament durant el segle xx i xxi, fins al punt que el 1990 ultrapassà Carpesa com a nucli més poblat dels Pobles del Nord. Este augment ve en consonància amb el fet d'estar tan a prop de Montcada, localitat amb la qual va conurbar-se a la fi de la dècada del 1960.
| Població | 606 | 787 | 1.200 | 1.391 | 1.743 | 1.302 | 1.137 | 1.180 | 1.119 | 1.099 | 1.449 | 2.015 |

## Política
Massarrojos depén de l'ajuntament de València en consideració de barri del districte de Poblats del Nord. Tanmateix, donada la seua condició de poblament rural, compta, d'acord amb les lleis estatals i autonòmiques pertanyents, amb un alcalde de barri que s'encarrega de vetlar pel bon funcionament del barri i de les relacions cíviques, firmar informes administratius i elevar a l'ajuntament de la ciutat propostes, suggeriments, denúncies i reclamacions dels veïns.

## Economia
Durant el segle xviii l'activitat principal era l'extracció de pedra per a la construcció i el cultiu de la morera, per abastar la indústria de la seda de València. A una de les pedreres s'ha trobat ceràmica andalusí, el que denota l'antiguitat d'esta ocupació.

## Servicis públics
Massarrojos compta amb un consultori mèdic auxiliar i amb una Instal·lació Esportiva Elemental, que inclou 1 pista poliesportiva, així com un Centre d'Activitats per a persones majors, que oferix activitats socio-culturals, de manteniment físic i diversos tallers i cursos. També disposa de cementeri.

## Patrimoni

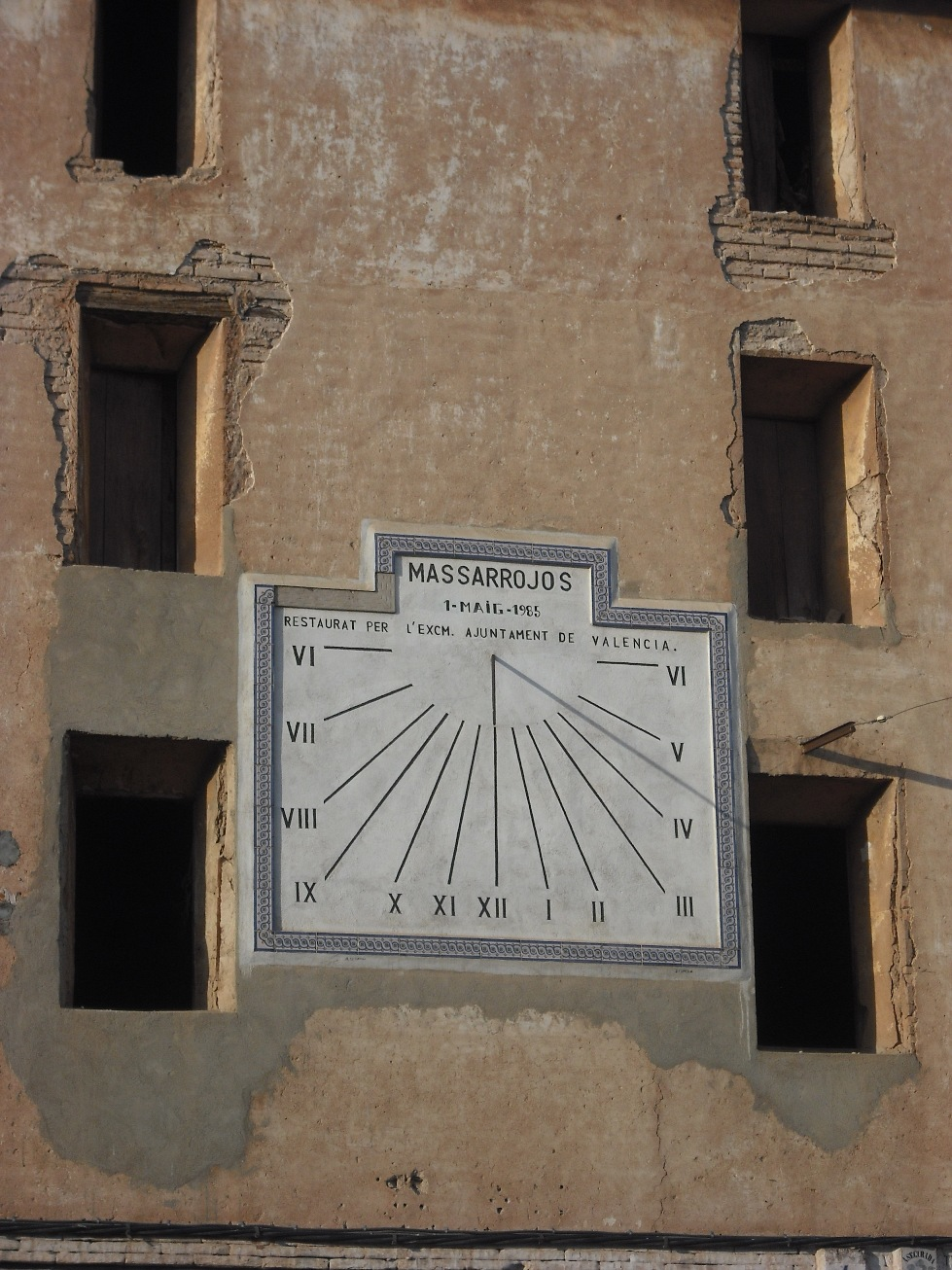
Rellotge de sol.

- Església parroquial de l'Assumpció: Originalment tingué planta rectangular i una sola nau, però sofrí reformes al segle xvii, quan s'hi va afegir el creuer i l'absis, per la qual cosa la planta actual és de creu llatina. El campanar començà a construir-se el 27 d'agost de 1887 i es finalitzà el 7 de juliol de 1895, dia en què es col·locà el penell. La seua característica principal és que està completament fet de pedra, a diferència de la majoria dels campanars de la comarca, i açò es deu al fet que la construïren els mateixos habitants del poble, dedicats principalment a l'extracció i la talla de la pedra.[4]
- La Casa del Rellotge: Casalot situat a la cèntrica plaça del Soñador, data de la fi del segle xix o principi del segle xx i fou restaurat el 1986.[4] A la façana s'hi troba un rellotge de sol.
- Pedrera de les dos Llometes: Antiga pedrera de pedra tosca on es poden observar les restes de l'activitat extractiva per mitjans manuals el que fa pensar en l'origen medieval o romà de la pedrera. Este espai, prop del Mas de la Creu, va ser convertit en un jardí d'estil modernista als anys 20 del segle xx.[11]
- Refugi antiaeri de la Guerra Civil: refugi construït al centre de la població per a allotjar a la població civil durant els bombardejos de la Guerra Civil de 1936. Ha estat restaurat i obert el 2020.[12]

## Urbanisme
Sobre 1850 el nucli de Massarrojos estava conformat per sis carrers, dos places i 104 cases, dues d'elles "botigues de queviures". En l'actualitat el centre urbà apareix quasi inalterat, encara que l'extrem est es troba contigu a l'eixample oest de Montcada.

## Cultura
Massarrojos celebra les seues festes patronals del 3 de juliol a l'1 d'agost. A més, compta amb una seu de la Universitat Popular de València, en la qual es realitzen activitats de culturització, expressió plàstica i corporal i formació ocupacional, entre d'altres. Existix així mateix una agrupació musical, l'Agrupació Musical de Massarrojos.